# Mona Krantz
Mona Krantz, född 23 juni 1931 i Uppsala, död 29 mars 2001 i Stocksund, var en svensk radioprofil.
Efter studentexamen 1953 var Krantz verksam som handelslärare i Burträsk 1953–1954. Efter examen från Poppius journalistskola 1955 var hon först frilansjournalist i dagspressen och från 1961 vid Sveriges Radio. Efter ett inhopp på radions Dagens Eko fick hon fast anställning där 1964. Hon kom främst att ägna sig åt underhållningsprogram, och började som värd för melodiradion.
Hon medverkade i flera kända produktioner, till exempel i Lördagspasset tillsammans med Carl-Uno Sjöblom, Stadsmästerskapet och På turné. Hennes stora publika genombrott kom 1970 med programmet Gomorron, som hon ledde tillsammans med Kent Finell. De sände ibland från sängen och var också ett par privat.
Sin sista stora radioframgång fick hon när hon och Thord Carlsson efterträdde Hasse Tellemar som programledare för Ring så spelar vi.
Mona Krantz, som under en period hette Krantz-Gustavsson, blev änka 1968. I slutet av sitt liv bodde hon stora delar av året på Kreta, där hon fortsatte sin journalistiska gärning som skribent i Hemmets Veckotidning. Hon är begravd på Danderyds kyrkogård.